# بروس مک‌اینتاش
بروس مک‌اینتاش (انگلیسی: Bruce McIntosh؛ زادهٔ ۱۷ مارس ۱۹۴۹) بازیکن هاکی روی یخ اهل ایالات متحده آمریکا است.
از فیلم‌ها یا برنامه‌های تلویزیونی که وی در آن نقش داشته‌است می‌توان به نمایش مصائب اشاره کرد.